# Vecchio frack/E vene 'o sole
Vecchio frack / E vene 'o sole è il 16° singolo di Domenico Modugno.

## Descrizione
Il singolo ebbe leggermente più successo dei precedenti, ma fu soprattutto in seguito che i due brani verranno rivalutati: soprattutto la prima canzone, una delle più amate di Modugno.
Nel 1960 il disco verrà ristampato da una sottoetichetta della RCA Italiana, l'RCA Camden.

### Vecchio frack
Vecchio frack è uno dei brani più popolari dell'artista pugliese; è una canzone molto intensa, con testo e musica composti da Modugno.

### E vene 'o sole
Canzone allegra in napoletano che parla del sole, del mare e dell'amore, è uno dei primi e più significativi brani di Modugno in quel dialetto; il testo è di Riccardo Pazzaglia.

## Tracce
LATO A
1. Vecchio frack (testo: Domenico Modugno – musica: Domenico Modugno; edizioni musicali Accordo)

LATO B
1. E vene 'o sole (testo: Riccardo Pazzaglia – musica: Domenico Modugno; edizioni musicali Accordo)

### Formazione
- Domenico Modugno: voce, chitarra

## Curiosità
Il sospetto suicidio di Raimondo Lanza di Trabia in circostanze misteriose e mai acclarate, in seguito a una caduta da una finestra del primo piano dell'Hotel Eden di via Ludovisi a Roma, ispirò Domenico Modugno per la canzone Vecchio frack.